# علی مصطفی مشرفه
علی مصطفی مشرفه (عربی: على مصطفى مشرفة؛ زاده ۱۱ ژوئیه ۱۸۹۸ درگذشته ۱۶ ژانویهٔ ۱۹۵۰) یک فیزیک‌دان اهل مصر بود.

## آثار مشرفه
- المیکانیکا العلمیة والنظریة
- هندسه توصیفی
- نظریه نسبیت خاص
- مطالعات عامیة
- الهندسة المستویة و الفراغیة
- حساب المثلثات المستویة
- هسته و انرژی هسته‌ای
- ما و علم
- علم و زندگی
- هندسه و حساب مثلثات